# Sanjuro
Sanjuro (椿三十郎 Tsubaki Sanjūrō?) este un film jidaigeki japonez alb-negru din 1962, regizat de Akira Kurosawa și cu Toshirō Mifune în rolul principal. Este o continuare a filmului Yojimbo (1961) al lui Kurosawa.
Scenariul filmului, care era inițial o adaptare a romanului Hibi Heian al lui Shūgorō Yamamoto, a fost modificat odată cu succesul filmului Yojimbo (1961) al lui Kurosawa, pentru a încorpora personajul principal al acelui film, roninul Sanjuro, interpretat în mod remarcabil de Toshirō Mifune. Spre deosebire de Yojimbo care prezenta o incursiune a personajului într-o organizație criminală de tip yakuza, Sanjuro plasează personajul în mijlocul unui conflict între membrii clasei samurailor.
Acțiunea filmului Sanjuro se petrece în Japonia în timpul perioadei Edo (1603-1868), adică mai precis, potrivit unor autori, pe la începutul sau pe la mijlocul secolului al XIX-lea. Personajul Sanjuro se aliază aici cu un grup de tineri samurai care încearcă să-i elimine pe funcționari corupți din clanul lor.
Sanjuro a avut mare succes în rândul publicului cinefil japonez, devenind mai popular chiar decât Yojimbo. Recenziile criticilor au fost elogioase și au scos în evidență construcția sa inteligentă, umorul și interpretarea excepțională a lui Toshirō Mifune. Sanjuro a obținut o serie de premii la festivalurile de film din Japonia: premiul pentru cel mai bun scenariu al Asociației Scenariștilor din Japonia, premiile pentru cea mai bună imagine și pentru cel mai bun sunet la Festivalul Filmului Asiatic, premiul Kinema Junpō pentru cel mai bun actor pentru Tatsuya Nakadai (pentru rolurile sale din filmele Harakiri și Sanjuro).

## Rezumat
Cu câțiva ani înainte de Restaurația Meiji (un lanț de reforme declanșate în 1868, care au condus la lichidarea șogunatului și restaurarea conducerii imperiale în Japonia), un grup de nouă tineri samurai sunt revoltați de abuzurile și corupția existentă în cadrul clanului lor. Unul dintre ei, Iori Izaka, denunță corupția a doi funcționari de rang înalt (viceguvernatorul Kurofuji și intendentul Takebayashi) din clanul lor, dar guvernatorul Mutsuta încearcă să-l liniștească și îi rupe petiția. Dezamăgit de reacția guvernatorului, Izaka îl informează pe șeful poliției, Kikui, că intenționează să organizeze o acțiune în forță pentru schimbarea conducerii clanului, iar Kikui afirmă că va sprijini acțiunea grupului. Cei nouă samurai se întâlnesc în secret pentru a discuta această situație într-un altar abandonat din pădure, dar un ronin ce dormea acolo îi aude și îi avertizează să nu aibă încredere în șeful poliției. Deși inițial ei nu-l cred, roninul îi salvează dintr-o ambuscadă pusă la cale de poliție. Atunci când este pe cale să plece, salvatorul lor își dă seama că Mutsuta și familia sa se află acum în pericol și decide să rămână și să-i ajute pe cei nouă samurai.
Tinerii samurai ajung la casa guvernatorului și află că Mutsuta a fost arestat și dus într-un loc necunoscut, iar soția și fiica lui sunt deținute acolo. La sugestia roninului, o servitoare din casă îi îmbată pe paznici, permițând samurailor să le elibereze pe cele două femei captive. Apoi grupul se ascunde într-o casă aflată în vecinătatea locuinței viceguvernatorului corupt Kurofuji. Când soția lui Mutsuta îl întreabă pe ronin cum se numește, el se uită pe fereastră la un tufiș de camelii și-i spune că numele lui este Tsubaki Sanjūrō (椿三十郎), ce înseamnă literalmente „camelie de treizeci de ani”. Doamna îl critică apoi pe „Sanjuro” pentru că ucide prea des și afirmă că „cea mai bună sabie este cea care rămâne în teacă”.
Sanjuro decide să se apropie mai mult de funcționarii corupți și se prezintă șiretului Hanbei, adjunctul șefului poliției, care îi oferise anterior o slujbă după ambuscada de la altar. Samuraii decid să-l urmărească, neavând încredere în el, dar Sanjuro își dă seama că este urmărit în timp ce se plimba împreună cu Hanbei și reușește să-i captureze pentru a nu fi uciși. Convins că samuraii capturați fac parte dintr-un grup mult mai mare, Hanbei pleacă să solicite întăriri. În lipsa lui, Sanjuro îi eliberează pe cei patru samurai capturați, dar este nevoit să-i ucidă pe toți paznicii. El le cere celor patru samurai să-l lege și îi explică apoi lui Hanbei, după întoarcerea acestuia, că nu dorește să moară pentru o cauză care nu prezenta niciun interes pentru el.
Locul unde se afla ținut guvernatorul este descoperit abia a doua zi, când soția și fiica lui Mutsuta găsesc o bucată din petiția ruptă în apa unui pârâiaș care curgea de pe domeniul viceguvernatorului Kurofuji către ascunzătoarea lor. Ca urmare a faptului că un atac direct asupra acelor clădiri era imposibil, din cauza numărului mare de oameni înarmați care se aflau acolo, Sanjuro concepe un plan pentru a scoate armata afară și a o duce cât mai departe, raportându-i lui Hanbei că i-a văzut pe rebeli într-un templu din afara orașului, unde a dormit noaptea trecută. Între timp, el a spus grupului său de samurai că va trimite un semnal de atac prin aruncarea în apa pârâului a unui număr mare de camelii.
Prima parte a planului are succes, iar oștile șefului poliției pornesc spre templu; cu toate acestea, Hanbei devine suspicios după ce îl surprinde pe Sanjuro încercând să arunce camelii în apa pârâului și îl leagă. În acest timp, funcționarii corupți rămași își dau seama că Sanjuro i-a păcălit, deoarece descrierea templului a fost greșită, și îl conving pe Hanbei să pornească de urgență pe urmele armatei, pentru a-i face pe militari să se întoarcă cât mai curând posibil. Cu toate acestea, Sanjuro îi păcălește pe funcționari, care transmit samurailor semnalul de atac, lansând pe apă numeroase camelii albe. Intervenția samurailor duce la eliberarea guvernatorului.
Mutsuta este repus în funcție, iar șeful poliției își face seppuku, spre regretul guvernatorului care dorea sa rezolve criza în mod pașnic și să evite un scandal public. În timp ce familia sa și samuraii loiali sărbătoresc acest eveniment, ei descoperă că Sanjuro a dispărut. Samuraii pornesc pe urmele lui și îi găsesc pe Sanjuro și Hanbei pe punctul de a se duela. Sanjuro vrea să evite lupta și încearcă să-l convingă pe Hanbei să renunțe, dar Hanbei este furios că și-a pierdut onoarea și declară că își poate regăsi pacea sufletească doar ucigându-l pe Sanjuro. Hanbei își trage sabia, dar Sanjuro se mișcă mai repede și îl omoară. Când tinerii samurai se bucură, Sanjuro devine furios și le spune că îi va ucide dacă îl vor urma. Atunci admiratorii săi îngenunchează și se pleacă în fața lui în timp ce el își continuă drumul.

## Distribuție
- Toshirō Mifune - roninul Sanjuro Tsubaki[1][36]
- Tatsuya Nakadai - Hanbei Muroto, adjunctul șefului poliției[1][36]
- Yūzō Kayama - samuraiul Iori Izaka, nepotul guvernatorului Mutsuta și conducătorul celor nouă tineri samurai[1][36]
- Akihiko Hirata - samuraiul Terada[36][37]
- Kunie Tanaka - samuraiul Yasukawa[36][37]
- Hiroshi Tachikawa - samuraiul Kawahara[36][37]
- Tatsuhiko Hari - samuraiul Morishima[36][37]
- Tatsuyoshi Ehara - samuraiul Sekiguchi[36][37]
- Kenzô Matsui - samuraiul Yata[36][37]
- Yoshio Tsuchiya - samuraiul Hirose[36][37]
- Akira Kubo - samuraiul Morishima, fratele mai mic[36][37]
- Takashi Shimura - viceguvernatorul Kurofuji, șeful gărzilor, un om corupt implicat în complot[1][29]
- Kamatari Fujiwara - intendentul Takebayashi, un membru bătrân al clanului conducător[1][29]
- Masao Shimizu - Kikui, șeful poliției[1][36]
- Yūnosuke Itō - guvernatorul Mutsuta[1][36]
- Takako Irie - soția guvernatorului Mutsuta[1][36]
- Reiko Dan - Chidori, fiica guvernatorului Mutsuta și verișoara lui Izaka[1][36]
- Keiju Kobayashi - Kimura, samuraiul capturat și ținut prizonier în dulap[1][29]
- Toranosuke Ogawa - Sandyu din familia Kobuto[1][36]
- Sachio Sakai - Ashigaru[1][36]
- Toshiko Higuchi - Koiso, slujnica din casa guvernatorului[1][36]
- Yutaka Sada - samurai al lui Kikui[1][36]
- Shin Otomo[1][36]

## Producție

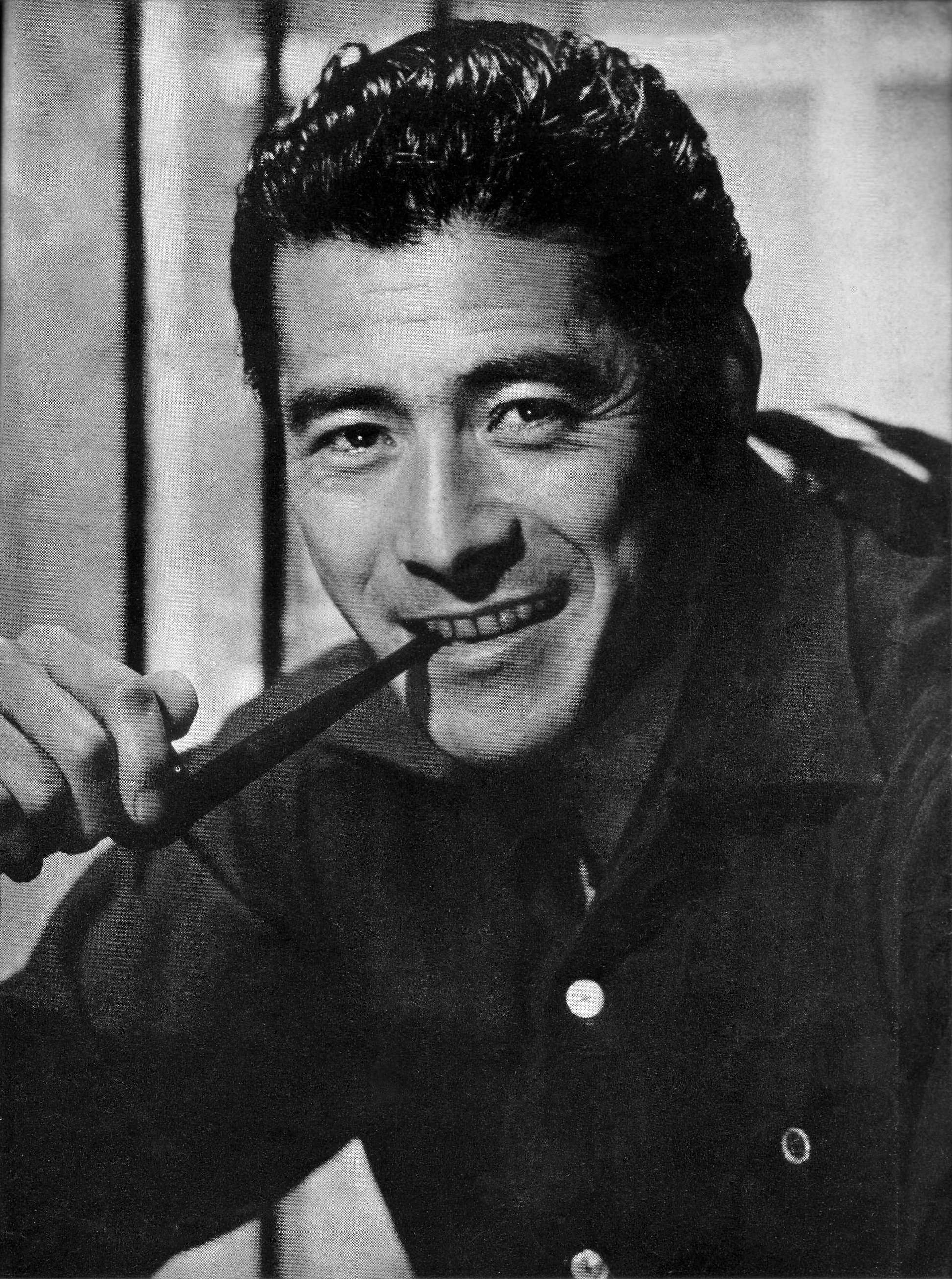
Actorul Toshirō Mifune, interpretul rolului Sanjuro

Scenariul filmului este inspirat în mare măsură din romanul „Zile pașnice” (日日 平安 Hibi hei-an) al lui Shūgorō Yamamoto. Inițial, Sanjuro urma să fie o adaptare fidelă a povestirii, în care protagonistul urma să fie samuraiul rătăcitor Sugata Hirano, care nu era un luptător foarte bun cu sabia, în schimb era foarte inteligent. O versiune intermediară a scenariului fusese scrisă de Kurosawa, în colaborare cu Ryūzō Kikushima și Hideo Oguni, înaintea filmării lui Yojimbo. Filmul urma să fie regizat inițial de Hiromichi Horikawa, fostul asistent al lui Kurosawa, pe care compania Toho îl promovase în 1955 în funcția de regizor principal, și să-l aibă în rolul principal pe Keiju Kobayashi (samuraiul capturat și ținut prizonier în dulap în versiunea finală a filmului).
După succesul filmului Yojimbo (1961), compania Toho a decis să-l reînvie pe popularul antierou Sanjuro, samuraiul rătăcitor care vine „de nu se știe unde” și merge „nu se știe încotro”. Kurosawa a modificat scenariul în consecință și a vrut să i-l dea asistentului său, Hiromichi Horikawa, pentru a-l regiza el, dar conducătorii studioului au decis că ar fi mai potrivit să-l regizeze chiar Kurosawa. Scenariul a fost modificat din nou, păstrând în final doar o treime din materialul original. Subiectul principal al filmului a devenit, în urma acestor modificări, conflictul primordial dintre Bine și Rău, ceea ce a făcut ca Sanjuro să dobândească „simplitatea clasică, matematică, a basmelor”.
Filmările au început la 25 septembrie 1961 cu scena din interiorul altarului, filmată pe platourile companiei Toho. Cineastul a filmat unele scene cu mai multe camere și a folosit lentile de lungă distanță. La începutul lunii octombrie au fost filmate scenele din interiorul hambarului și apoi din casa lui Terada și din conacul lui Kurofuji. Toate secvențele interioare au fost filmate în studioul companiei Toho. Decorurile filmului au fost create de scenograful Yoshirō Muraki. Altarul din pădure este un altar real din Gotenba, lângă care echipa de producție a plantat un cedru japonez, în timp ce restul caselor au fost construite pe platoul de filmare într-un loc deschis, care fusese folosit anterior în filmul Yojimbo (1961). Două case (casa viceguvernatorului și casa șefului poliției) au fost păstrate pe platou pentru a fi distruse în scena cutremurului din filmul Barbă Roșie (1965) și pot fi văzute în acel film dincolo de gardul clinicii. Kurosawa era un perfecționist și a vrut ca totul să arate cât mai autentic: florile de camelii au fost confecționate manual, iar frunzele de sakai erau schimbate în fiecare dimineață, înainte de filmare. Filmările au fost mutate în exterior la 1 noiembrie, atunci fiind filmate lupta lui Sanjuro din afara altarului și secvențele din exteriorul conacului Kurofuji.
Secvența duelului final, filmată la mijlocul lunii decembrie, a presupus un schimb intens de priviri de 26 de secunde și o explozie spectaculoasă de sânge din pieptul lui Hanbei Muroto (interpretat de Tatsuya Nakadai), ca urmare a amplasării sub chimono a unui furtun conectat la o butelie. Sângele (de fapt un amestec de sirop de ciocolată și apă carbonatată) a fost împroșcat cu o presiune mare, spre mulțumirea lui Kurosawa. Actorul a fost luat prin surprindere de erupția mare de sânge, deoarece responsabilul cu acest efect special nu l-a prevenit pentru a nu-i afecta interpretarea, și era cât pe ce să fie aruncat în aer de forța exploziei.
Filmările au fost încheiate la 20 decembrie 1961, după mai puțin de trei luni de la începerea lor, muzica a fost înregistrată două zile mai târziu, iar echipa de sunet a lucrat pentru adăugarea coloanei sonore până în preajma Crăciunului. Prima vizionare în fața unui colectiv restrâns a avut loc la 27 decembrie 1961. Lungimea peliculei este de 2.685 m. Durata filmului este de 95 de minute (sau de 96 de minute, după alte surse).

## Comparații cuYojimbo
Kurosawa încalcă convențiile filmelor cu samurai în Sanjuro, satirizând comportamentul pompos al personajelor, fără a continua analiza social-politică existentă în Yojimbo. „Preocupările lui Kurosawa sunt mult mai modeste”, scria profesorul Stephen Prince, care evidenția că Sanjuro este mai static decât predecesorul său și cu un umor mai subtil și mai puțin critic.
În ciuda unui anumit element de continuitate, Sanjuro s-a dovedit a fi mai mult decât o continuare a lui Yojimbo, pentru că eroul continuă să se dezvolte ca personaj din eroul îndrăzneț original, care încălca regulile de comportament ale samurailor. El este, la fel ca mai înainte, un ronin (samurai fără stăpân) atipic, care își păstrează anonimatul prin aceleași mijloace, ceea ce evidențiază natura sa mitică. Când i se cere numele, el privește afară și își compune la întâmplare un nume: în Yojimbo se recomandă Kuwabatake („livadă de duzi”), în timp ce în Sanjuro își alege numele Tsubaki („camelie”). În ambele cazuri, prenumele său este Sanjūrō (în vârstă de treizeci de ani), deși în ambele filme admite că se apropie de patruzeci de ani. Personajul a fost comparat de cronicarul dramatic Dumitru Solomon cu Făt-Frumos, eroul de basm care luptă permanent cu Răul, reușind să-l învingă după multe încercări.
O diferență crucială este faptul că nu există trimiteri la genul western în scenariul filmului Sanjuro, așa cum existau în Yojimbo. Acțiunea primului film se petrecea într-un oraș de frontieră aflat departe de drumurile principale, unde eroul se confrunta cu o bandă de tâlhari locali, în timp ce în Sanjuro acțiunea se concentrează pe o luptă locală pentru putere în plină societate feudală japoneză. Aici, eroul își dă seama că Hanbei, principalul său adversar, este un om foarte asemănător cu el: un om aprig (o „sabie care nu poate rămâne în teacă” după cuvintele soției guvernatorului), fără ambiții sociale, liber să-și aleagă propria tabără într-un conflict. Singura diferență dintre cei doi o reprezintă motivul care stă la baza alegerii lor.
Există, de asemenea, un aspect substanțial de comedie socială, deoarece luptătorul experimentat este încurcat în mod constant de neputința tinerilor samurai, pe care alege să-i ajute, de a înțelege adevărata situație. Umorul, un element destul de rar întâlnit în filmele japoneze ale acelor vremii, este destul de subtil și dozat cu strictețe în Sanjuro, astfel încât să nu tulbure tensiunea acțiunii. El provine în principal din contrastul între samuraiul murdar și neîngrijit Sanjuro, interesat să câștige niște bani, și tinerii samurai cu un comportament nobil, adică între samuraiul decăzut și samuraiul ideal. Sanjuro arată ca un vagabond, dar se dovedește mai inteligent decât toți ceilalți nouă samurai: el se bazează mai mult pe tactică decât pe lupta propriu-zisă, acceptând remarca doamnei pe care tocmai a eliberat-o că uciderea oamenilor este un obicei prost. Dar, deși se produc unele omoruri, în mare parte ca urmare a acțiunilor inepte ale tinerilor săi aliați, singurul moment cu adevărat violent are loc chiar la sfârșit în duelul dintre Sanjuro și Hanbei, când sângele țâșnește în valuri (acest tip de secvență a fost concepută ca un experiment, fiind prima dată când a apărut într-un film din Japonia, iar Kurosawa nu a mai simțit dorința să o repete). Excelent spadasin, Sanjuro își dovedește umanitatea atunci când deplânge moartea inamicului său. Atunci când tinerii săi ucenici îl felicită, roninul înțelege că ei nu au învățat nimic și că încă nu sunt capabili să cunoască natura umană și atunci se îndepărtează mânios. Spre deosebire de Sanjuro, cei nouă tineri samurai cred sincer în eroismul profesiei lor.
Filmul lui Kurosawa demitizează istoria medievală a Japoniei, realizând, în opinia publicistului Romulus Vulpescu, o critică a sistemului feudal, care frâna dezvoltarea economico-socială a Japoniei și întârzia aplicarea reformelor, prin prezentarea în contrast a samurailor și a roninului. Această opoziție ideologică între cele două clase este exprimată în plan cinematografic prin contrastul între comportamentul haotic și steril al samurailor și comportamentul calm și înțelept al roninului Sanjuro.

## Lansare
Sanjuro a fost lansat la 1 ianuarie 1962 în Japonia, unde a fost distribuit de compania Toho. A obținut venituri mari în Japonia, devenind mai popular chiar decât Yojimbo. Costurile de producție s-au ridicat la aproximativ 500.000 de dolari, dar încasările au fost de 1,25 milioane de dolari (450 de milioane de yeni). Sanjuro a devenit cel mai de succes film al companiei Toho din 1962 și al doilea film cu cele mai mari încasări în Japonia în anul 1962.
Spre deosebire de Yojimbo, Sanjuro a avut mai mare succes în rândul spectatorilor maturi, după cum a constatat însuși regizorul: „Personal, cred că acest film este foarte diferit de Yojimbo. Publicul din Japonia crede la fel. Tinerilor le-a plăcut Yojimbo, în timp ce adulților le-a plăcut Sanjuro. Cred că le-a plăcut deoarece el este mai amuzant și într-adevăr mai atractiv dintre cele două filme”.
Filmul a fost lansat în Statele Unite ale Americii la 14 iunie 1962 de Toho International Company, Ltd. Versiunea americană avea o durată de 95 de minute și avea subtitrare în limba engleză. Au urmat lansări în Finlanda la 1 noiembrie 1963, în Italia în iulie 1965 (la Festival dei Due Mondi), în Suedia la 11 octombrie 1966, în Danemarca la 12 august 1970 și în Franța la 7 iunie 1972.
Premiera filmului în România a avut loc în ianuarie 1967, filmul fiind programat să ruleze la cinematografele bucureștene Luceafărul, Festival, Excelsior și Modern. Cronicile criticilor români au fost entuziaste. Publicistul Romulus Vulpescu a evidențiat calitățile tehnico-artistice ale filmului: concepția minuțioasă a cadrelor, filmarea simultană a aceleiași scene cu mai multe aparate, utilizarea frecventă a transfocărilor, contrastul între mișcările coordonate și stereotipe ale samurailor și mișcarea aparent imprevizibilă a roninului, marea varietate a scenelor de luptă și interpretarea naturală și modernă a lui Toshirō Mifune, care-l transformă pe Sanjuro într-un „erou epopeic”. Criticul de film Eva Sîrbu a dat filmului calificativul maxim („Mergeți neapărat!”) și a scris că Sanjuro este construit pe „schema filmului de aventuri eroice”, cu un luptător experimentat care este scârbit de cantitatea mare de sânge scursă în numele dreptății, cu suspans și cu dueluri spectaculoase.

## Recepție
Sanjuro a fost primit pozitiv de critici și a obținut o serie de premii la festivalurile de film din Japonia: premiul pentru cel mai bun scenariu al Asociației Scenariștilor din Japonia, premiile pentru cea mai bună imagine și pentru cel mai bun sunet la Festivalul Filmului Asiatic, premiul Kinema Junpō pentru cel mai bun actor pentru Tatsuya Nakadai (pentru rolurile din filmele Harakiri și Sanjuro). Filmul s-a clasat pe locul 5 în topul celor mai bune filme japoneze ale anului 1962, realizat de revista Kinema Junpō.
Criticii americani au scris recenzii elogioase după lansarea filmului în Statele Unite ale Americii: revista Variety a evidențiat „farmecul acestei fascinante producții a studiourilor Toho, regizate cu stil de Akira Kurosawa”, James Powers de la The Hollywood Reporter l-a considerat, într-un articol publicat la 21 iunie 1962, „un film superb care trebuie văzut de orice persoană interesată de filme de la Hollywood”, Bosley Crowther de la The New York Times a lăudat umorul filmului, Judith Crist de la New York Herald Tribune a evidențiat interpretarea „incomparabilă” a lui Mifune, în timp ce Stanley Kauffmann, care a recunoscut că filmul este „perfect regizat și excelent interpretat”, a scris totuși că subiectul este prea simplu în comparație cu cel al predecesorului Yojimbo. Criticul de film și niponologul Donald Richie a susținut că Sanjuro este cel mai didactic film al lui Kurosawa, fiind amuzant și construit inteligent.
Sanjuro a fost considerat de Stuart Galbraith IV un film mai ușurel și mai puțin spectaculos decât Yojimbo, dar mai amuzant și pe alocuri mai delicat, ceea ce-l face să aibă „ceva dintr-o capodoperă”. Criticii de film au lăudat, de asemenea, interpretarea remarcabilă a lui Toshirō Mifune. Lupta cu sabia a lui Mifune în acest film a fost folosită ca un exemplu de „virtuozitate a samurailor în lupta cu sabia” în This Is Kendo, un manual de kendo din 1989 publicat în limba engleză. Criticul de film român Eva Sîrbu a descris acest film drept „un western japonez cu săbii în loc de pistoale” și, în același timp, „o baladă veche și înțeleaptă, avînd ca erou un pelerin al dreptății”, și a considerat că Toshirō Mifune, interpretul principal, a dovedit în Sanjuro că este „un actor de talie mondială, de formație mondială, un fel de Anthony Quinn ca forță de a sugera forța”. La fel ca și în cazul altor filme jidaigeki ale lui Kurosawa, au fost realizate comparații cu westernuri: Nigel Andrews a scris că Sanjuro este „cel mai tomnatic dintre westernurile japoneze ale lui Kurosawa” și l-a comparat cu True Grit (1969), iar David Desser a descoperit unele influențe din filmul Shane (1953).
Enciclopedia cinematografică germană Lexikon des internationalen Films descrie astfel acest film: „Un samurai decăzut eliberează un înalt funcționar oficial de sub stăpânirea unei clici a lorzilor corupți. O examinare ingenioasă, captivantă și amuzantă a codului de onoare al unei mândre castele de războinici japonezi și a separării prea grăbite a unor termeni precum „bine” și „rău”. Prin această fabulă, care este transpusă în compoziții imagistice strălucite, se demonstrează inutilitatea violenței. - Merită văzut.”. Filmul are în prezent un rating de aprobare de 100% pe site-ul agregatorului de recenzii Rotten Tomatoes, pe baza a 25 de recenzii (toate pozitive), cu o medie ponderată de 8,50/10. Consensul recenziilor de pe acest site este următorul: „Impresionant din punct de vedere tehnic și interpretat superb, Sanjuro este un film de aventuri cu samurai plin de acțiune și amuzant, cu o artă cinematografică remarcabilă și cu o prestație carismatică a lui Toshirō Mifune”.

## Remake-uri
Succesul filmului Sanjuro a atras interesul producătorilor de film americani, iar Anthony Quinn a intenționat să realizeze un remake. Drepturile de producție au fost achiziționate în 1965 de compania Columbia Pictures, care l-a numit pe David Swift ca producător și regizor. Filmul american urma să fie un western, iar filmările urmau să înceapă în octombrie 1965 în New Mexico și Colorado. Până la urmă, acest proiect nu a mai fost realizat. O altă adaptare a filmului Sanjuro a fost anunțată în 1989, când producătorul independent William Allyn a achiziționat drepturile de producție, dar nici acest remake nu s-a materializat.
Filmul a fost refăcut în Japonia sub numele de Tsubaki Sanjuro în 2007, în regia lui Yoshimitsu Morita și cu actorul Yūji Oda în rolul principal.